# Бузыцков, Иван Дмитриевич

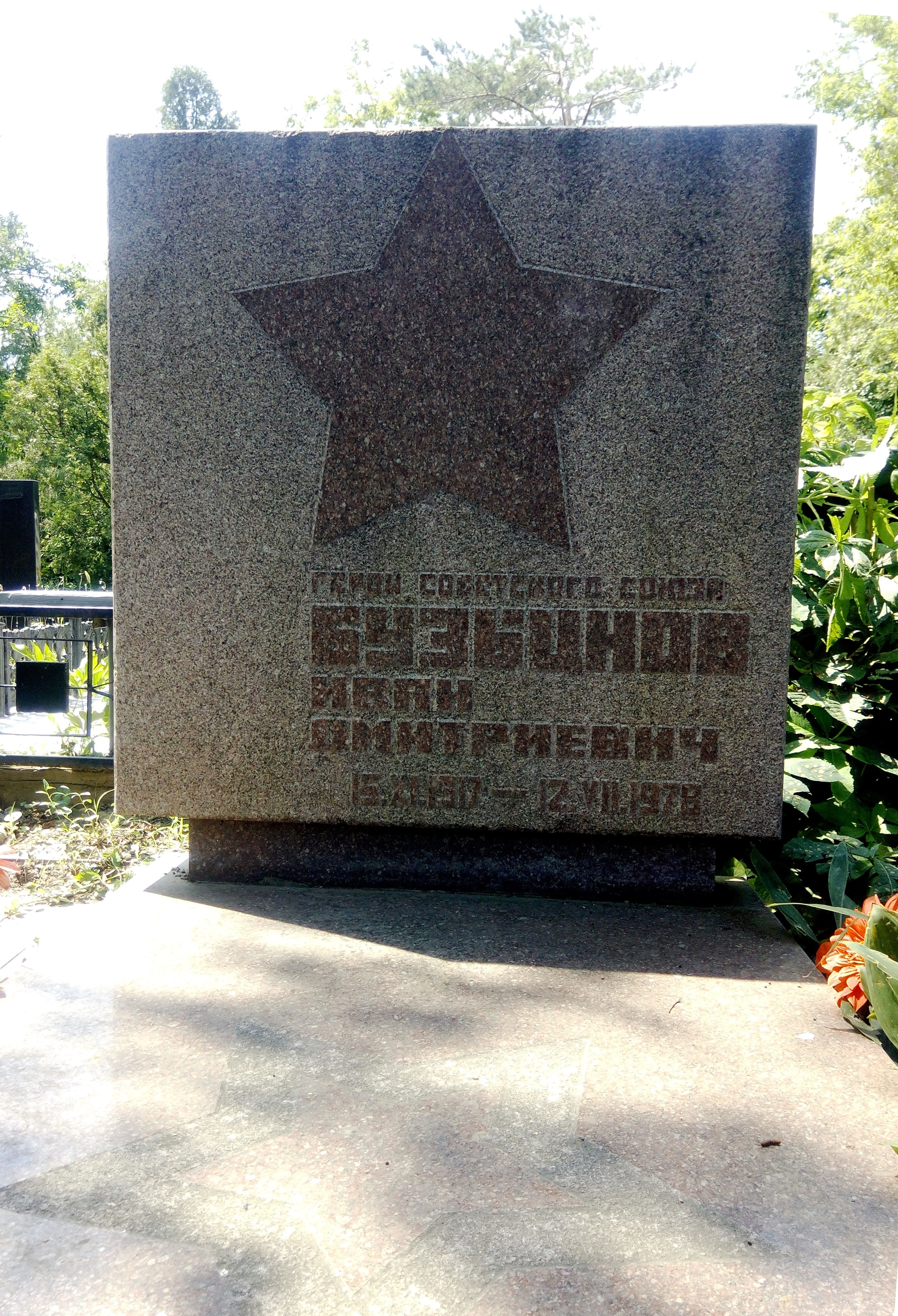
Могила Ивана Бузыцкова на Сурско-Литовском кладбище в Днепре

Ива́н Дми́триевич Бузыцко́в (15 ноября 1917, Нижнее Санчелеево, Самарская губерния — 12 июля 1978, Днепропетровск) — советский офицер пограничных войск, участник Великой Отечественной войны, Герой Советского Союза (26.08.1941). Полковник (1954).

## Биография
Окончив семь классов сельской школы, работал комбайнёром. В октябре 1938 года призван на срочную службу в пограничные войска НКВД СССР. Окончил школу младшего начсостава в 1939 году. В 1940 году участвовал в походе советских войск в Бессарабию.
Командир пулемётного отделения пограничной заставы № 5 25-го Кагульского пограничного отряда Молдавского пограничного округа пограничных войск НКВД СССР младший сержант Иван Бузыцков проявил выдающийся героизм в первые минуты и часы Великой Отечественной войны. На рассвете 22 июня 1941 года, находясь на охране Государственной границы СССР на 5-й Стояновской пограничной заставе в Кантемировском районе Молдавской ССР, у моста через реку Прут, первым принял бой. Будучи неоднократно раненым, без смены продолжал бой и на следующий день. За первые два дня войны лично уничтожил свыше 40 вражеских солдат. Получил семь ранений, но не оставил свой пост до вечере 23 июня, когда по приказу командира уже обессиленного от потери крови его отнесли на перевязочный пункт.
Указом Президиума Верховного Совета СССР «О присвоении звания Героя Советского Союза начальствующему и рядовому составу войск НКВД СССР» от 26 августа 1941 года за «образцовое выполнение боевых заданий командования на фронте борьбы с германским фашизмом и проявленные при этом отвагу и геройство» командир отделения 5-й заставы 25-го Кагульского пограничного отряда сержант Бузыцков Иван Дмитриевич удостоен звания Героя Советского Союза.
После длительного лечения в госпиталях Бузыцков окончил курсы младших лейтенантов, сражался на Северном Кавказе в составе 40-го стрелкового полка 9-й стрелковой дивизии внутренних войск НКВД, служил на южной границе. В конце войны командовал батальоном внутренних войск. В 1945 году окончил курсы переподготовки при Военной академии РККА имени М. В. Фрунзе. Член ВКП(б) с 1942 года.
В послевоенный период продолжал службу в органах МВД, длительное время возглавлял совет физкультуры республиканской организации «Динамо» в Киеве. Полковник И. Д. Бузыцков уволен в отставку в апреле 1975 года.
Последние годы проживал в городе Днепропетровске. Работал на Южном машиностроительном заводе. Активно участвовал в военно-патриотическом воспитании молодежи.
Похоронен на Сурско-Литовском кладбище Днепра.

## Награды
- Герой Советского Союза (26.08.1941);
- орден Ленина;
- 2 ордена Красной Звезды;
- медаль «За боевые заслуги» (25.07.1949);
- медаль «За оборону Кавказа» (вруч. в 1944);
- 8 других медалей.

## Сочинения
- Бузыцков И. Д. Записки пограничника. — Кишинев: Картя молдовеняскэ, 1976. — 111 с.
- Бузыцков И. Д. Флаг над заставой. // Пограничная застава / Сост. Г. М. Игнаткович, В. А. Мельничук. — 2-е изд. — М.: Политиздат, 1980.

## Память
- Почётный гражданин города Кагул Молдавской ССР,
- На месте подвига Ивана Бузыцкова сооружён памятник,
- В родном селе Нижнее Санчелеево Ставропольского района Самарской области установлена памятная доска (1988),
- Именем Героя названы улица города Тольятти и улица в селе Нижнее Санчелеево,
- Именем Героя была названа Стояновская погранзастава[6][7].